# Фынтай (Хуайнань)
Фынта́й, Фэнтай (кит. упр. 凤台, пиньинь Fèngtái) — уезд городского округа Хуайнань провинции Аньхой (КНР). Уезд назван в честь находящейся в его северной части горы Фэнхуаншань.

## История
Уезд был образован во времена империи Цин в 1733 году.
После образования КНР уезд вошёл в состав Специального района Фуян (阜阳专区). В 1964 году на стыке уездов Фуян, Гоян, Мэнчэн и Фэнтай был создан уезд Лисинь. В 1970 году Специальный район Фуян был переименован в Округ Фуян (阜阳地区).
В 1970 году восточная часть уезда Фэнтай была передана в состав Хуайнаня, образовав район Гугоу. В 1977 году весь уезд Фэнтай был передан под юрисдикцию властей Хуайнаня.

## Административное деление
Уезд делится на 12 посёлка, 6 волостей и 1 национальную волость.

## Экономика
На месте бывших угольных карьеров развивается поливное рисоводство и разведение рыбы. 